# Thesium inhambanense
Thesium inhambanense är en sandelträdsväxtart som beskrevs av O.M. Hilliard. Thesium inhambanense ingår i släktet spindelörter, och familjen sandelträdsväxter. Inga underarter finns listade i Catalogue of Life.